# Escultismo en Guatemala
La Asociación de Scouts de Guatemala, cuenta actualmente con más de 12,000 miembros activos, de los cuales más de 2,000 son dirigentes adultos. La mayoría de los grupos son patrocinados por colegios, iglesia, entidades municipales u organizaciones internacionales que les brindan albergue en sus instalaciones.
Los Scouts cuentan con categorías para calificar el nivel de los participantes:
- Cachorros: 5 a 7 años
- Manada: 7 a 11 años
- Unidad: 11 a 15 años
- Caminantes: 15 a 18 años
- Rover: 18 a 24 años

El uniforme que se utiliza para los jóvenes es compuesto por una camisa azul, pañoleta de color propia de cada Grupo o nivel dentro de la estructura y organización, así como pantalón azul para los varones (o falda para las mujeres), e incluyen una vestimenta para eventos ceremoniales y de suma importancia

## Historia
El primer Grupo Scout se organizó en Quetzaltenango en 1916, bajo la dirección del ciudadano francés, Roberto Jassán.
El 24 de septiembre de 1920, Carlos Cipriani y su hermano, quienes habían sido miembros de Boy Scouts of América, organizan la "Asociación Nacional de Exploradores Guatemaltecos", que con los años se transformaría en la "Asociación de Scouts de Guatemala", más adelante se permitió el ingreso de personas del género femenino al movimiento que originalmente era solo para varones. 
Dicha asociación inicio con un grupo de entusiastas jóvenes como ellos, teniendo actividades periódicas basándose en el manual de escultismo para muchachos «Scouting for boys» escrito por el fundador del movimiento scout, Lord Robert Stephenson Smith Baden Powell of Gilwel
En 1923 los hermanos Cipriani se desvincularon momentáneamente del Movimiento al tener que marchar a Alemania por motivos de estudio.
Al no estar los hermanos Cipriani, el entusiasmo fue decayendo y se declara disuelta la Asociación hasta que el 27 de noviembre de 1927, con el nombre de "Asociación de Boy Scouts Guatemaltecos". El 11 de agosto de 1928, con solemne acto, se conmemora el 21 aniversario de la Fundación del Escultismo Mundial y se hace entrega a Carlos Cipriani, quien había vuelto al país, del nombramiento como "Jefe General de los Boy Scouts Guatemaltecos" y a partir de esta fecha, el Escultismo Guatemalteco ha continuado su desarrollo hasta la organización actual. 

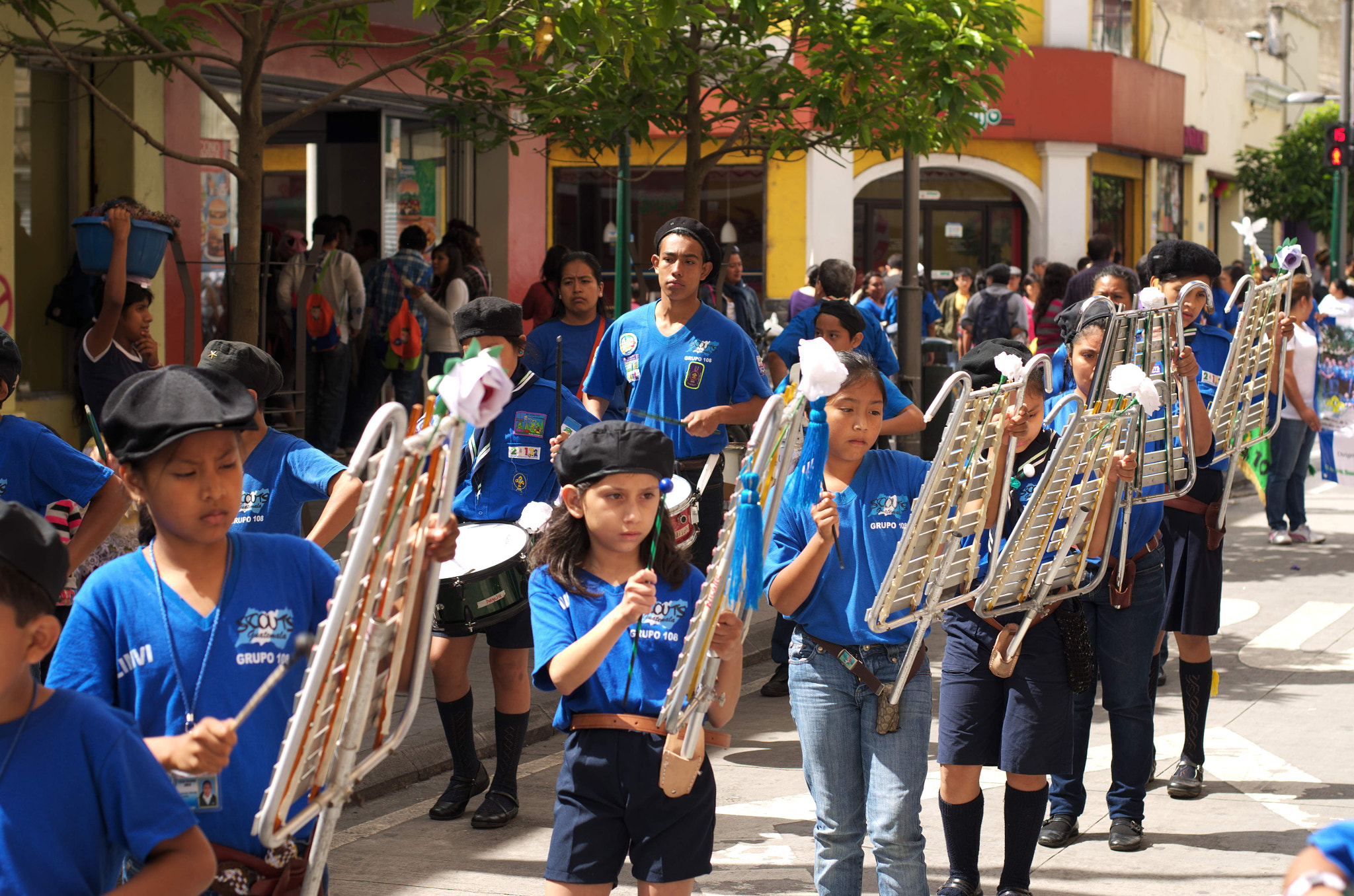
Jóvenes scouts en desfile.

El movimiento scout en Guatemala ha sufrido muchos cambios a lo largo de las décadas, sin embargo, ha mantenido los ideales de ayudar a la formación integral de todos y cada uno de los individuos que han formado parte de los diversos grupos scout a nivel nacional.
La "Asociación de Scouts de Guatemala" obtuvo protección legal por medio del Decreto Ley 376 del Congreso de la República, emitido el 2 de septiembre de 1965, durante el Gobierno del Coronel Enrique Peralta Azurdia, la cual la faculta como la Única Entidad (Junto con la Asociación Nacional de Muchachas Guías), que legalmente cuenta con el derecho del registro, manejo y capacitación de Scouts en el país.
En los 80's, la Asociación de Scouts de Guatemala contaba con más de 45,000 miembros activos, de los cuales más de 8,000 eran dirigentes adultos, sin embargo, la cantidad de miembros disminuyó drásticamente por mala administración y abandono a los grupos del interior, así mismo, el apoyo de grandes empresas decayó por problemas personales de miembros del Consejo Scout Nacional, dando como resultado la falta de contribuciones y beneficios para los participantes.
Actualmente la Oficina Nacional Scout se encuentra atendido por el Servicio Scout Profesional dividido en tres departamentos: Expansión, Formación (Adiestramiento) del recurso Adulto y Programa de Jóvenes que, a su vez, cuenta con dos subdivisiones: Elaboración de material educativo y Eventos. Dichos departamentos están formados por Ejecutivos Scouts, también se cuenta con el personal administrativo que maneja el área financiera de la asociación.

## Instalaciones y Servicios

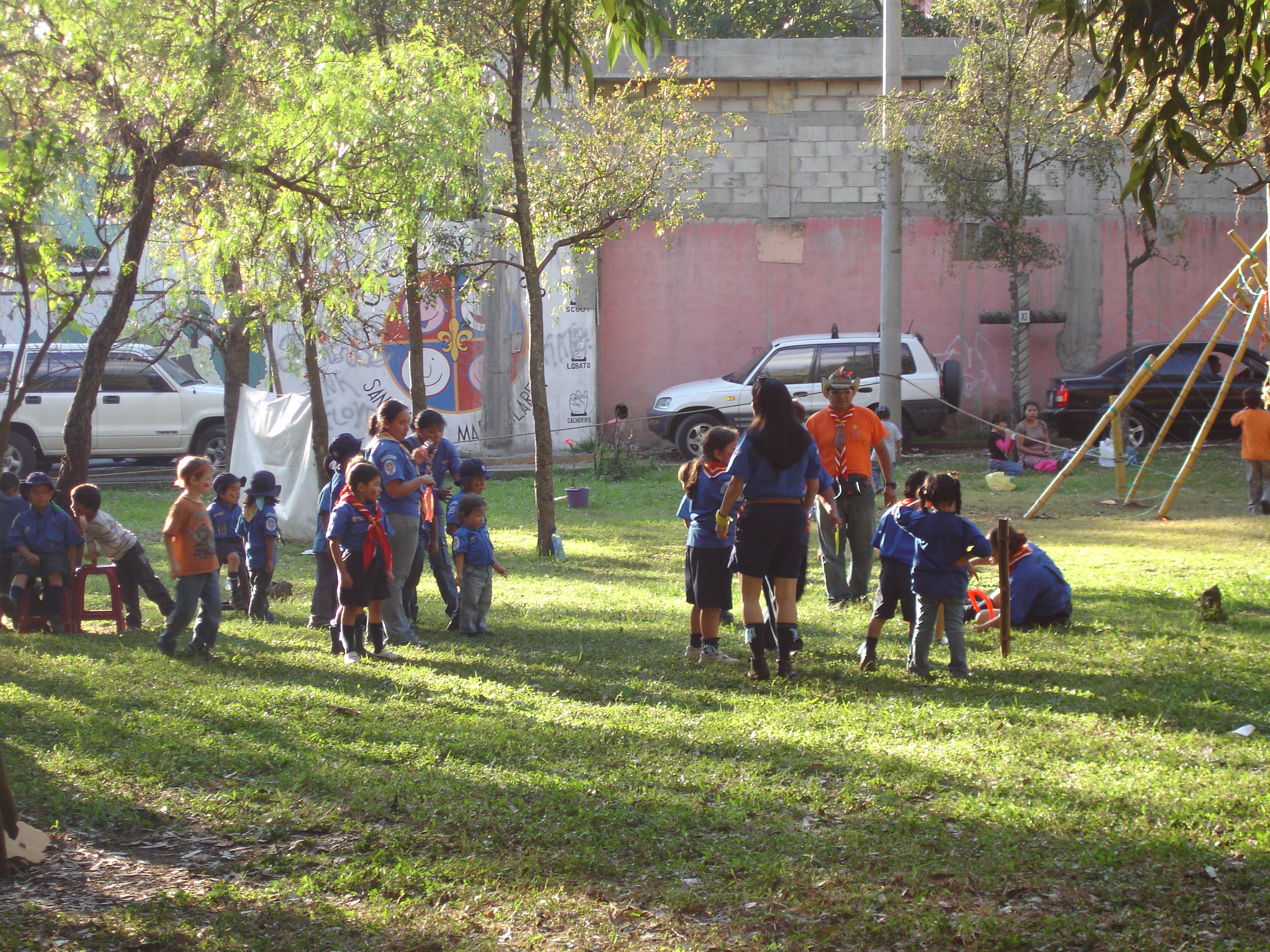
Actividades en una instalación benéfica.

La Casa Scout, propiedad de la Municipalidad de Guatemala y dada en Usufructo a la Asociación de Scouts de Guatemala por un periodo de 50 años, alberga a la Oficina Nacional, contaba entre otros, con los siguientes servicios: biblioteca, imprenta, asesoría técnica, secretaría, documentación audiovisual, información y tienda Scout. Sin embargo, ahora solo cuenta con un salón de usos múltiples, un cuarto de reconocimientos otorgados a la Asociación a lo largo de los años, (cerrado a todo público por supuesto)y una Tienda Scout con productos para campismo, uniformes, insignias, calzado, literatura, y golosinas para el gusto de los visitantes. 
Existen además, algunas "Sedes Regionales" en el interior de la República, con sucursales de la Tienda Scout y demás servicios. 
Para la formación (adiestramiento), recreación y práctica del Escultismo de todos sus miembros, la Asociación de Scouts de Guatemala tiene varios Campos Escuela, de los cuales el más desarrollado es "San Jorge Muxbal", ubicado en la aldea Los Cipreses del municipio de Santa Catarina Pinula, (a 14.5 kilómetros de Ciudad de Guatemala, con acceso asfaltado, 82 manzanas de terreno ondulado, semi-reforestado y con nacimientos de agua, piscinas, jardines, oficinas, teléfono, capellanía al aire libre, 10 áreas de campamento (subcampos) con cocinetas en reconstrucción, cabañas de servicio en reconstrucción, servicios sanitarios y leñeros, con capacidad para 10,000 participantes acampando simultáneamente. Posee además, construcciones adecuadas para la instrucción y adiestramiento en el arte del campismo, Canopy de 800 metros y pista de obstáculos de 1.8 km.

## Premios
A la fecha, la Bandera de la Asociación ha sido condecorada con la "Cruz de Servicios Distinguidos" del Ministerio de la Defensa Nacional y la "Orden del Quetzal", en el "Grado de Gran Cruz", que es la máxima distinción otorgada por el Presidente de la República, como reconocimiento a sus altos méritos cívicos y dedicación al servicio.

## Organizaciones
Actualmente existen 4 Asociaciones:

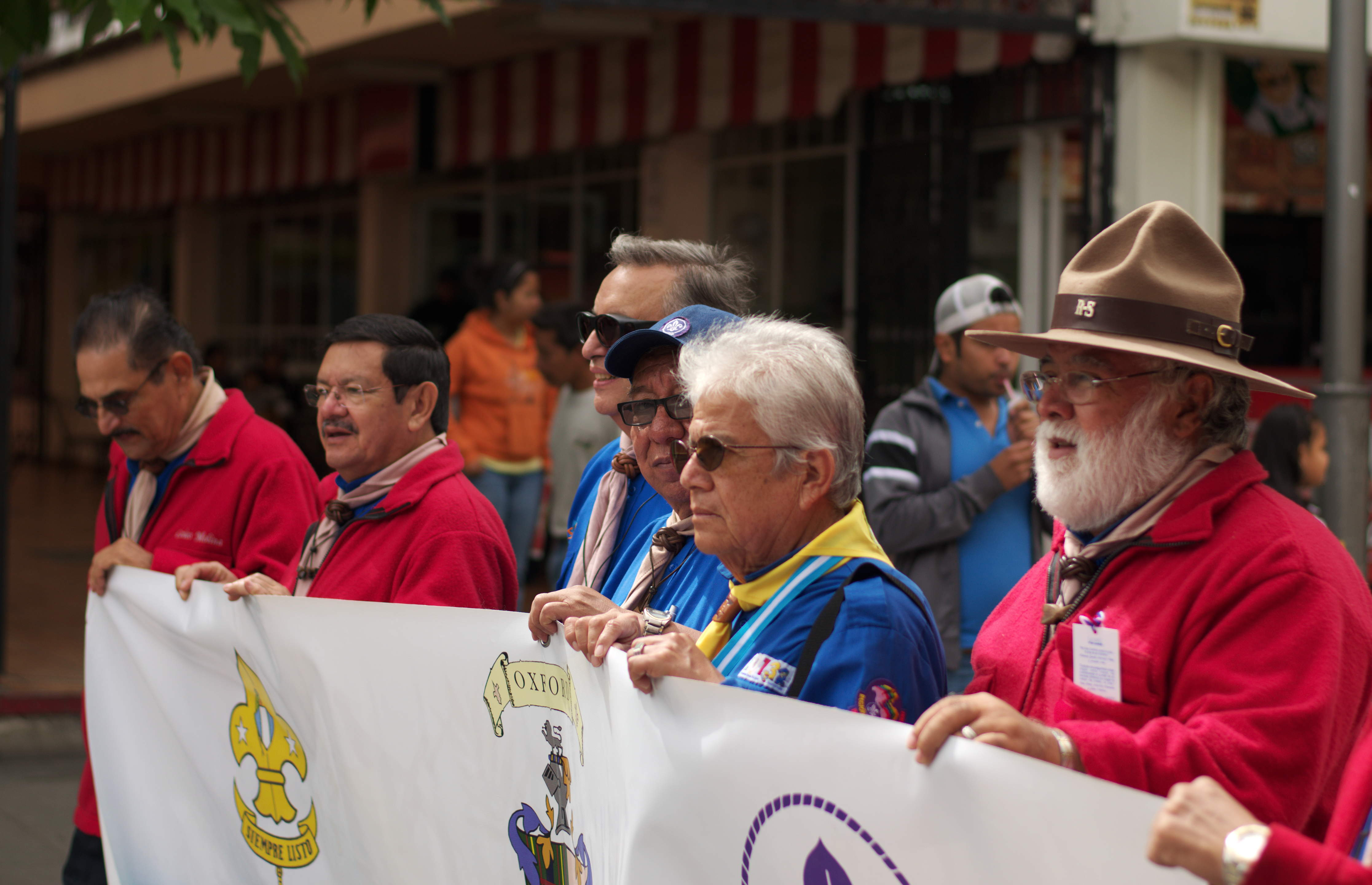
Dirigentes en desfile.

Asociación de Scouts de Guatemala perteneciente a la Organización Mundial del Movimiento Scout, cuya sede mundial está en Ginebra, Suiza, fundada en 1920. 
La Asociación de Scouts Ecológicos de Guatemala ubicada en la Zona 1, cerca al palacio de correos
La Asociación de Scouts Baden Powell de Guatemala perteneciente a la Federación Mundial de Scouts Independientes, WFIS, fundada en agosto de 2003, con la iniciativa de antiguos Scouts, que tienen como misión mantener el Método Scout Tradicional, con sede mundial en Alemania. 
La Asociación de Heraldos de Baden Powell fundada en 2005.